# Вальд-им-Пинцгау
Вальд-им-Пинцгау (нем. Wald im Pinzgau) — коммуна (нем. Gemeinde) в Австрии, в федеральной земле Зальцбург.

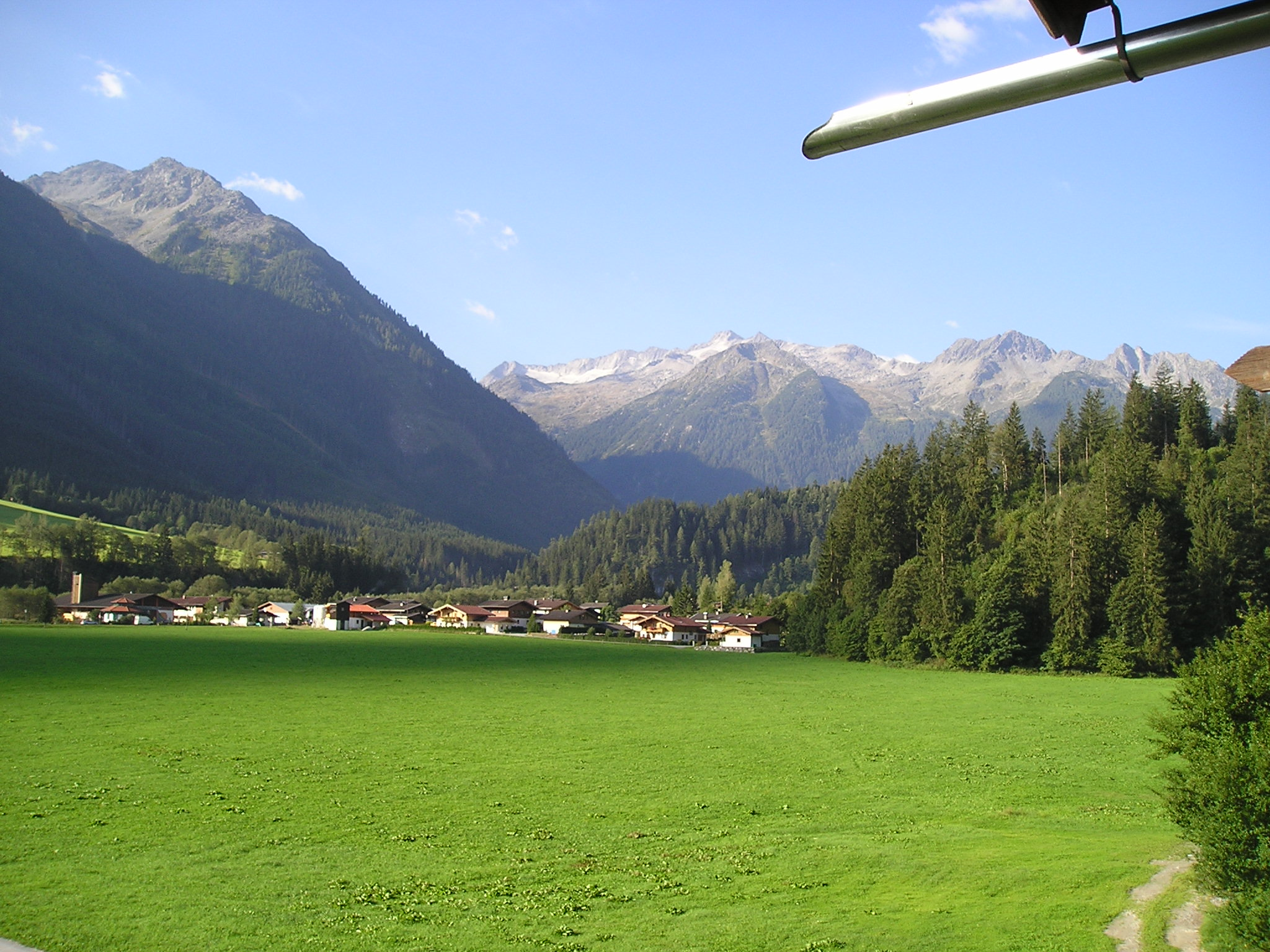

Входит в состав округа Целль-ам-Зе. Население составляет 1174 человека (на 31 декабря 2005 года). Занимает площадь 69,24 км². Официальный код — 50626.

## Политическая ситуация
Бургомистр коммуны — Бальтазар Райнер (АНП) по результатам выборов 2004 года.
Совет представителей коммуны (нем. Gemeinderat) состоит из 13 мест.
- АНП занимает 8 мест.
- СДПА занимает 5 мест.